# Myrmecium trifasciatum
Myrmecium trifasciatum is een spinnensoort uit de familie van de loopspinnen (Corinnidae).
De wetenschappelijke naam van de soort werd in 1947 gepubliceerd door Lodovico di Caporiacco.